# Detrás de tu mirada
Detrás de tu Mirada es un álbum de estudio de la boy band puertorriqueña Menudo, lanzado en 1991. Formaban parte del quinteto Adrián Olivares y los nuevos integrantes: Abel Talamántez, Alexis Grullón, Andy Blázquez y Ashley Ruiz. Esta es la primera grabación con los cuatro mencionados, después de que Robert, Rawy, Edward y Jonathan abandonaran el grupo, alegando abusos físicos, psicológicos y emocionales. Aunque Edgardo Díaz, empresario del grupo, negó las acusaciones, la administración decidió sustituirlos por los nuevos miembros, en un intento de reestabilizar a Menudo.

## Desempeño comercial
Según el periódico La Opinion, las canciones "Bésame En La Playa" y "Me Sigue Pareciendo Frío" alcanzaron las primeras posiciones en las radios de Perú, semanas antes de que el grupo visitara el país para promocionar su próximo álbum. En los Estados Unidos, "Bésame En La Playa" alcanzó la posición número 26 en la lista musical Hot Latin Tracks, de la revista Billboard.

## Recepción crítica
En cuanto a las reseñas de los críticos especializados en música, el crítico del sitio AllMusic evaluó el álbum con solo una estrella de cinco. Sin embargo, no dejó ningún comentario al respecto.

## Lista de canciones
| N.º | Título                     | Escritor(es)                            | Vocalist(s)     | Duración |  |
| 1.  | «Bésame En La Playa»       | Fernando Osorio, Juan Carlos Pérez Soto | Adrián Olivares | 2:53     |  |
| 2.  | «Me Sigue Pareciendo Frío» | Fernando Osorio, Juan Carlos Pérez Soto | Ashley Ruiz     | 3:08     |  |
| 3.  | «Déjame Ser»               | Fernando Osorio                         | Alexis Grullón  | 3:04     |  |
| 4.  | «Eres Tú»                  | Fernando Osorio, Juan Carlos Pérez Soto | Andy Blázquez   | 2:48     |  |
| 5.  | «Besas Mi Alma»            | Fernando Osorio                         | Abel Talamántez | 2:57     |  |
| 6.  | «Busco Algún Ángel»        | Carlos Lara                             | Adrián Olivares | 3:10     |  |
| 7.  | «Hoy Sólo Quiero»          | Fernando Osorio, Juan Carlos Pérez Soto | Alexis Grullón  | 2:40     |  |
| 8.  | «La Chica De Al Lado»      | Fernando Osorio, Juan Carlos Pérez Soto | Ashley Ruiz     | 3:11     |  |
| 9.  | «Detrás De Tu Mirada»      | Carlos Lara                             | Andy Blázquez   | 3:55     |  |
| 10. | «Sin Ti»                   | Fernando Osorio                         | Abel Talamántez | 3:02     |  |